# Lac du Crozet
Le lac du Crozet est un lac situé au cœur du massif de Belledonne, en France.

## Histoire
Historiquement, le site du lac du Crozet fut un lieu d'expérimentation pour Aristide Bergès, inventeur de la houille blanche, afin d'exploiter l'énergie hydraulique et ainsi développer l'industrie de la papeterie dans la rive gauche de la vallée du Grésivaudan.
Le vrai nom de ce lac est « Lac Crozet » qui vient de Croz qui en ancien patois régional veut dire creux. Le lac Crozet est donc le lac creux. Les lacs des environs répondent à la même logique : le lac longet, le lac claré, lac merlat (rocheux). Il n'y a pas de lieu qui correspond à Crozet. Dans les années 1970, les cartes IGN le nomment Lac du crozet par erreur.  

## Géographie
Le lac du Crozet se situe au cœur du massif de Belledonne dans la lance de Domène en amont de Freydières, à 1 974 mètres d'altitude, à l'est du lac de la Sitre et à l'ouest des lacs Robert.

## Géologie
Le massif de Belledonne dans lequel se situe le lac du Crozet appartient à la catégorie des massifs cristallins externes des Alpes occidentales. La composition pétrographique de ce massif est granito-gneissique. Ces roches appartiennent à la composition de la croûte continentale de la Terre.

## Tourisme
Ce site est inscrit au Réseau Natura 2000, notamment par la grande biodiversité de ce lieu.
Les activités touristiques principales de ce site sont la randonnée pédestre, la randonnée en VTT, la pêche, ou encore l'escalade sur la roche-fendue surplombant l’œil Crozet. De nombreux randonneurs peuvent faire une halte au refuge de la Pra, situé à 2 109 m d'altitude et entre 40 minutes et une heure de marche du lac.

## Faune et flore
Autour du lac, se trouvent de nombreuses espèces alpines tel que la marmotte, le chamois, ou encore le bouquetin. mais aussi des amphibiens (têtards et grenouilles), 59 espèces d'oiseaux dont l'emblématique de Belledonne est le Tétras Lyre, ainsi que de nombreux insectes et libellules.
Par ailleurs, la botanique s'y retrouve très riche et diverse. le site recense de nombreuses espèces rares. Les alentours du lac abritent une grande quantité de fougères, épilobes, rhododendrons, et gentianes.